# Crenilabium
Genre
Crenilabium est un genre de mollusques gastéropodes marins de la famille des Acteonidae.

## Liste d'espèces
Selon ITIS (10 novembre 2018) :
- Crenilabium aciculatum Cossmann, 1889
- Crenilabium exilis (Jeffreys, 1870)

Selon World Register of Marine Species (23 décembre 2024) :
- Crenilabium aciculatum (Cossmann, 1889) †
- Crenilabium austropsomum Stilwell & Zinsmeister, 1992 †
- Crenilabium birmani Simone, 2006
- Crenilabium chilensis (A. d'Orbigny, 1846) †
- Crenilabium elatum (Koenen, 1855) †
- Crenilabium elongatum (J. de C. Sowerby, 1824) †
- Crenilabium exile (Jeffreys, 1870)
- Crenilabium orientalis (Thiele, 1925)
- Crenilabium pacificum (Kuroda & Habe, 1961)
- Crenilabium pourcyense (Cossmann, 1907) †
- Crenilabium starboroughense (L. C. King, 1934) †
- Crenilabium suromaximum Stilwell & Zinsmeister, 1992 †
- Crenilabium terebelloides (R. A. Philippi, 1844) †
- Crenilabium valdovinosensis Bandel & Stinnesbeck, 2000 †
- Crenilabium zelandicum P. Marshall, 1918 †